# Francis Dujardin
Francis Dujardin  est un réalisateur et producteur belge de cinéma documentaire.

## Filmographie
- 1989: Carnaval à Barranquilla
- 1990: Sauve qui peut la nuit - Piano bar   Festival de Marne la vallée
- 1996: Marcourt ou la mémoire secrète (coréalisé avec André Dartevelle) Grand Prix du meilleur documentaire et de la meilleure réalisation de l'Association des télévisions européennes et prix du meilleur documentaire au Festival Filmer à tout prix de Bruxelles
- 1999: Boma - Tervuren, le Voyage, Prix du meilleur documentaire au festival Média Nord Sud, Grand prix toutes catégories au festival du film indépendant de Bruxelles.
- scénario du film documentaire Dans les prisons d'Afrique

Producteur de la collection Cinéastes d'aujourd'hui: Hors limites, 2011, On the road again, 2012, L'Homme de sable, 2013, L'Âge de raison, 2013 etc...
Direction de la publication de l'ouvrage Mémoires du monde, 2011, éditions Yellow now.
Conception et direction de la publication de l'ouvrage Regards sur le réel, 20 documentaires du XXe siècle, 2013, éditions Yellow now.
Coaching en écriture documentaire et tutorat en documentaire pour la Commission du film de la Fédération Wallonie Bruxelles.
Autres activités
Conseiller cinématographique à L'Académie Royale de Belgique
Administrateur de l' ONG "AFRICALIA", spécialisée dans la création culturelle en Afrique centrale
pour L'Administration de Coopération au développement